# Punxaflors dels tepuis
El punxaflors dels tepuis (Diglossa duidae) és un ocell de la família dels tràupids (Thraupidae).

## Hàbitat i distribució
Habita cantells de la selva pluvial i zones arbustives als tepuis del sud de Veneçuela i extrem nord del Brasil.